# The Addams Family 2
The Addams Family 2 es una película de carretera, comedia negra y sobrenatural animada por computadora dirigida por Greg Tiernan y Conrad Vernon, codirigida por Laura Brousseau y Kevin Pavlovic, escrita por Dan Hernandez, Benji Samit, Ben Queen y Susanna Fogel con una historia de Hernández y Samit, y basada en los personajes creados por Charles Addams. Es la secuela independiente de la película de 2019, The Addams Family, y está protagonizada por las voces de Oscar Isaac, Charlize Theron, Chloë Grace Moretz, Nick Kroll, Snoop Dogg, Bette Midler, Javon Walton, Bill Hader y Wallace Shawn. Cuenta la historia de la familia Addams en un viaje por carretera.
La película fue estrenada en cines en los Estados Unidos por United Artists Releasing el 1 de octubre de 2021, seguida de un estreno internacional de Universal Pictures el 8 de octubre. También estuvo disponible para alquiler en línea el mismo día en Estados Unidos y Canadá, debido a la pandemia de COVID-19 y los casos de la variante delta del SARS-CoV-2. La película recaudó más de $110 millones y recibió reseñas generalmente negativas de los críticos, quienes criticaron el humor y la historia.

## Argumento
En una feria de ciencias, Wednesday Addams (Miércoles Addams en España/Merlina Addams en Hispanoamérica) está lista para presentar su experimento, donde usa el ADN de Sócrates, su calamar mascota, en el tío Fester (Fétido en España/Lucas en Hispanoamérica) para mostrar cómo se puede mejorar a los humanos (con el efecto secundario de transmutar gradualmente a Fester). Sin embargo, se consterna cuando ve llegar a su familia. No obstante, su trabajo es notado por el científico Cyrus Strange. De vuelta en la casa de los Addams, a Gomez (Homero en Hispanoamérica) le preocupa que los niños se estén distanciando de él y Morticia, por lo que decide llevarlos de vacaciones en familia. Antes de que la familia, Fester, Thing y Largo emprendan un viaje por carretera a través de los Estados Unidos, un abogado llamado Mustela se acerca a Gomez y Morticia, quien afirma que Wednesday fue cambiada al nacer y que en realidad puede no ser una Addams, pero ellos lo ignoran. En el camino, la familia Addams es perseguida por Mustela y el secuaz de su empleador, Pongo.
Inicialmente, la familia planea ir a Salem, Massachusetts, pero Fester, que está mutando lentamente debido al experimento, termina desviándose a las Cataratas del Niágara. Más tarde, la familia se detiene en Sleepy Hollow, Nueva York. Gomez y Morticia sacan a relucir a Mustela y sus afirmaciones sobre Wednesday, por lo que Fester menciona una historia cuando visitó a Wednesday el día en que nació y accidentalmente hizo malabarismos con los bebés en la sala de partos. Esto solo empeora los temores de Gomez y Morticia de que Wednesday no sea su hija biológica, lo que Wednesday escucha por casualidad.
Gomez lleva a todos a Miami para ponerse en contacto con el primo Itt, con la esperanza de que pueda ayudarlos con su dilema actual. Itt se une a ellos en el viaje cuando pasan por San Antonio y deja a la familia temprano en el Gran Cañón. Mientras tanto, Wednesday atrapa a Mustela sola en una trampa de cuerda y se entera de que está trabajando para Cyrus antes de "dejarlo ir". Cyrus le sugiere a Wednesday que él es su verdadero padre y la invita a su casa en Sausalito, California. Wednesday realiza una prueba de ADN usando el cabello de Gomez, lo que aparentemente prueba que ella no es su hija. Wednesday deja a la familia mientras duermen, pero Largo la alcanza. El resto de los Addams aprenden hacia dónde se dirige y hacen lo mismo.
En su casa, Cyrus le muestra a Wednesday una fórmula que desarrolló para hacer híbridos humano-animal, similar al experimento de Wednesday. Cuando aparece el resto de la familia Addams, Wednesday es convencida para quedarse con Cyrus. Después de que Pugsley (Pericles en Hispanoamérica) descubre que la hija de Cyrus, Ophelia, es una cerda, Cyrus revela que está usando a Wednesday, ya que la fórmula de ella era mejor que la de él. Captura a la familia para probarlos, pero Wednesday se niega a hacerlo. Cyrus intenta que Pongo la persiga, pero se revela que Largo y Pongo se conocían de antes mientras cuando estaban en el manicomio, y deciden liberar a los Addams. Cyrus entra en contacto con su fórmula durante la pelea y se convierte en un monstruo híbrido de gallina y vaca. El doctor, ahora completamente loco, intenta matar a la familia, pero Fester lo detiene, quien se ha transformado por completo en un monstruo calamar. Después de la pelea de los dos, Cyrus cae por un acantilado y muere. Fester vuelve a la normalidad por Wednesday, usando un collar con la sangre de su familia que Morticia le dio antes.
Wednesday se reúne con su familia y regresan a casa junto con Pongo y Ophelia, la última de las cuales se ha vuelto completamente humana luego del contacto con la fórmula de Wednesday y se enamora de Pugsley. Si bien Wednesday sabía que Cyrus falsificó los resultados de su prueba de ADN, Gomez le revela a Wednesday que usa una peluca después de perder su cabello original en un accidente con napalm. Le promete a la familia que la próxima vez los llevará de viaje por todo el mundo.

## Reparto
- Oscar Isaac como Gomez Addams, marido de Morticia
- Charlize Theron como Morticia Addams, esposa de Gómez
- Chloë Grace Moretz como Wednesday Addams, la hija de Gómez y Morticia
- Nick Kroll como el Fester Addams, hermano de Gómez
- Javon Walton como Pugsley Addams, el hijo de Gómez y Morticia; Walton reemplaza a Finn Wolfhard de la película anterior
- Bette Midler como la abuela Addams, la madre de Fester y Gómez
- Conrad Vernon como Largo, el mayordomo de la familia Addams
  - Dominic Lewis proporciona la voz cantada de Lurch para una interpretación de "I Will Survive" de Gloria Gaynor, y como el espíritu que acecha la casa de los Addams.
- Snoop Dogg como Primo Itt, el primo peludo de Gómez y Fester
- Bill Hader como Cyrus Strange, un científico que afirma ser el padre biológico de Wednesday.
- Wallace Shawn como el Sr. Mustela, el abogado de Cyrus que persigue a la familia Addams.
- Brian Sommer como Big Bad Ronny, un motociclista duro que ayuda a Wednesday y Lurch a llegar a Sausalito, California.
- Ted Evans como Pongo, el corpulento secuaz de  Cyrus y el Sr. Mustela que en su mayoría emite sonidos y es viejo amigo de Lurch.
- Cherami Leigh como Ophelia, la hija de Cyrus a quien creó a partir de un cerdo.

## Producción
El 15 de octubre de 2019, luego del exitoso fin de semana de estreno de la película de 2019, se anunció que una secuela de la película estaba programada para estrenarse en cines el 22 de octubre de 2021,  y que Greg Tiernan y Conrad Vernon regresarían a dirigir la película.  Cinesite Studios fue nuevamente un socio de producción en la película,  y Creative Capers Entertainment proporcionó la animación 2D de los créditos.
La mayoría de los actores originales regresaron, mientras que en octubre de 2020, Bill Hader y Javon Walton se unieron al elenco, con Hader como un nuevo personaje llamado Cyrus y Walton reemplazando a Finn Wolfhard como la voz de Pugsley Addams.  En julio de 2021, se reveló que Wallace Shawn había dado voz a un nuevo personaje. 

### Música
En julio de 2021, se anunció que Mychael Danna y Jeff Danna compusieron la banda sonora de The Addams Family 2, al igual que en la primera película. En septiembre de 2021, Maluma, Megan Thee Stallion y Rock Mafia crearon una nueva canción llamada "Crazy Family", mientras que "My Family" recibió un remix de Yoshi Flower. Dominic Lewis, compositor de Peter Rabbit, hizo una versión de "I Will Survive" para Lurch en el bar. Similar al final de la película anterior, al final se reproduce una versión actualizada del tema de Vic Mizzy de la serie de televisión original, esta vez interpretada por Christina Aguilera, quien proporcionó la canción de apertura de la película anterior.

## Estreno
The Addams Family 2 fue estrenada en cines en los Estados Unidos por United Artists Releasing e internacionalmente por Universal Pictures el 1 de octubre de 2021. La película también estuvo disponible para alquiler en línea el mismo día. 
Su estreno estaba previamente programado para el 22 de octubre y el 8 de octubre. El 21 de enero de 2021, se adelantó al 1 de octubre de 2021, lo que permitió que la película de James Bond No Time to Die (otro título de MGM) se hiciera cargo del espacio del 8 de octubre. En junio de 2021, United Artists Releasing anunció que no planeaba reprogramar The Addams Family 2, luego de que Hotel Transylvania: Transformania trasladara al mismo fin de semana (que luego se trasladó al 14 de enero de 2022).  En agosto de 2021, la película cambió su lanzamiento para alquiler en línea al mismo día que su estreno en cines en los Estados Unidos y Canadá, debido a la pandemia de COVID-19 y al aumento de casos de la variante SARS-CoV-2 Delta. 

### Formatos caseros
La película fue lanzada en Blu-ray y DVD el 18 de enero de 2022 por Universal Pictures Home Entertainment.